# Stanley Andrews
Stanley Andrews, född 28 augusti 1891 i Chicago, Illinois, död 23 juni 1969 i Los Angeles, Kalifornien, var en amerikansk skådespelare. Andrews medverkade i mer än 250 Hollywoodfilmer, varav flera i regi av Frank Capra.

## Filmografi i urval
- 1935 – Enskilt område
- 1935 – Anna Karenina (ej krediterad)
- 1935 – Fången på Dartmoor (ej krediterad)
- 1936 – Beräknande fruar (ej krediterad)
- 1936 – Det stulna paradiset (ej krediterad)
- 1936 – En gentleman kommer till stan (ej krediterad)
- 1937 – Marie Walewska (ej krediterad)
- 1937 – Pappa har en väninna (ej krediterad)
- 1938 – Männen från havet
- 1938 – Komedien om oss människor (ej krediterad)
- 1939 – Homicide Bureau
- 1939 – Mr Smith i Washington (ej krediterad)
- 1939 – Union Pacific (ej krediterad)
- 1940 – Fågel blå
- 1940 – Nattens vargar
- 1940 – Mormonernas kamp
- 1940 – Zorros märke
- 1941 – Vi behöver varann
- 1942 – Vackra Sally
- 1942 – Kadettflamman (ej krediterad)
- 1943 – Möte vid Ox-oket (ej krediterad)
- 1944 – Prinsessan och piraten
- 1944 – Det hände i morgon (ej krediterad)
- 1946 – Livet är underbart (ej krediterad)
- 1947 – Två glada sjömän i Rio
- 1947 – Fällan (ej krediterad)
- 1948 – Blekansiktet
- 1948 – I valet och kvalet (ej krediterad)
- 1948 – Villervallavillan (ej krediterad)
- 1948 – Lyckliga stunder (ej krediterad)
- 1950 – Broadway Bill
- 1951 – Hej tomtegubbar (ej krediterad)
- 1952 – Illusionernas stad (ej krediterad)
- 1953 – En man försvinner (ej krediterad)